# King-Bugatti U-16
Pour les articles homonymes, voir Bugatti (homonymie), U16 et King.
Le moteur Bugatti U-16, King-Bugatti U-16 ou Bugatti-Breguet U-16 est une série de moteurs d'avions du constructeur automobile Bugatti, conçu en 1916, pour la Première Guerre mondiale, et entre-deux-guerres, de 16 cylindres en U (2 × 8 cylindres en ligne) de 410 ch (et variantes démultipliées, couplés par 2 ou par 3 en H).

## Historique
De 1914 à 1918 (pendant la Première Guerre mondiale) Ettore Bugatti quitte son usine Bugatti de Molsheim qu'il a fondé en 1909 près de Strasbourg en Alsace (alors occupée par l'Allemagne) pour s'exiler à Milan (d'où il est originaire). Il rejoint Paris pour concevoir entre 1915 et 1916 ce moteur d'avions militaires de 16 cylindres de 24,3 litres de 410 ch, en tant que pionnier de l'armée de l'air française. 

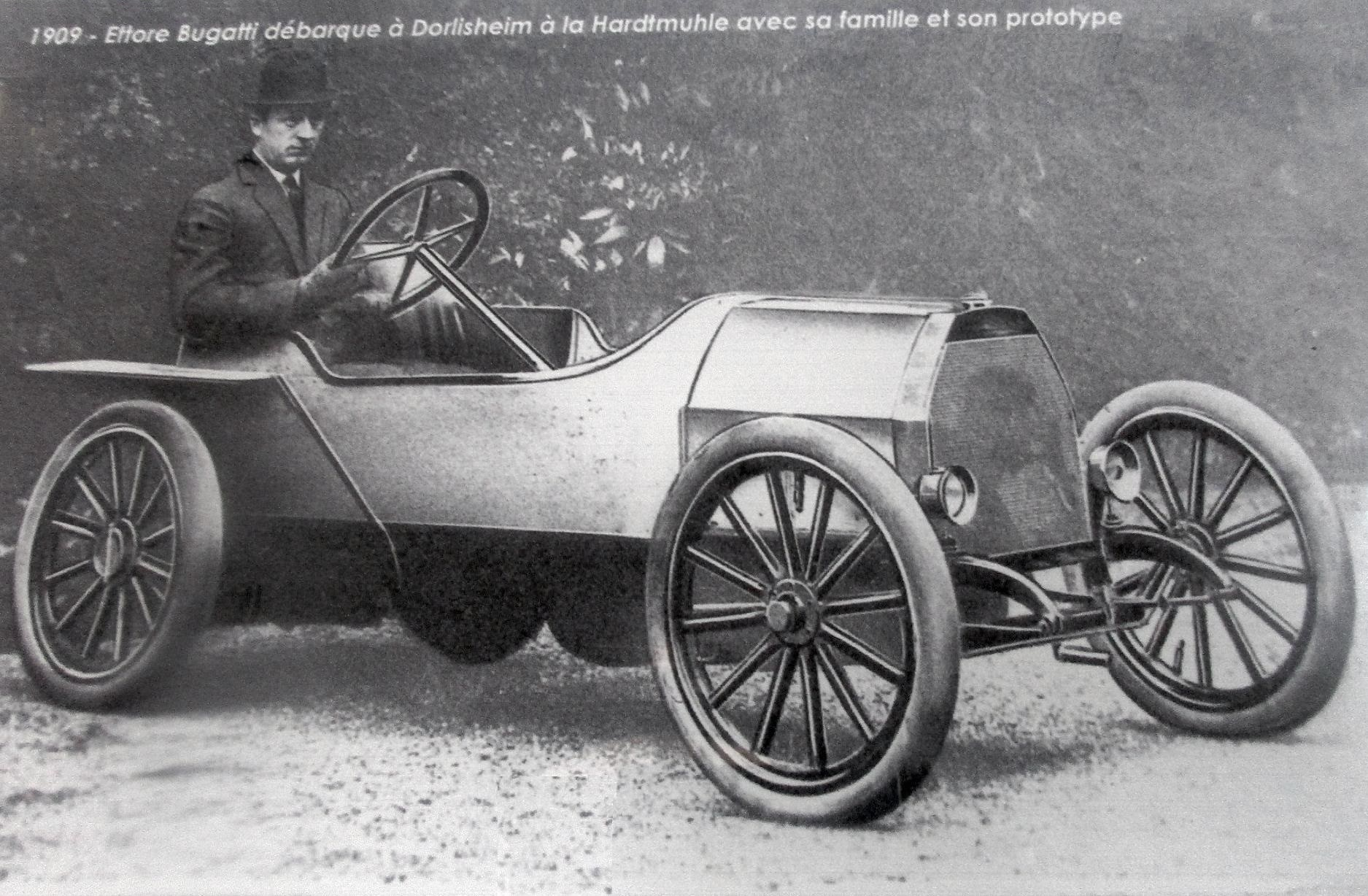
Ettore Bugatti et sa première Bugatti Type 10 en 1909
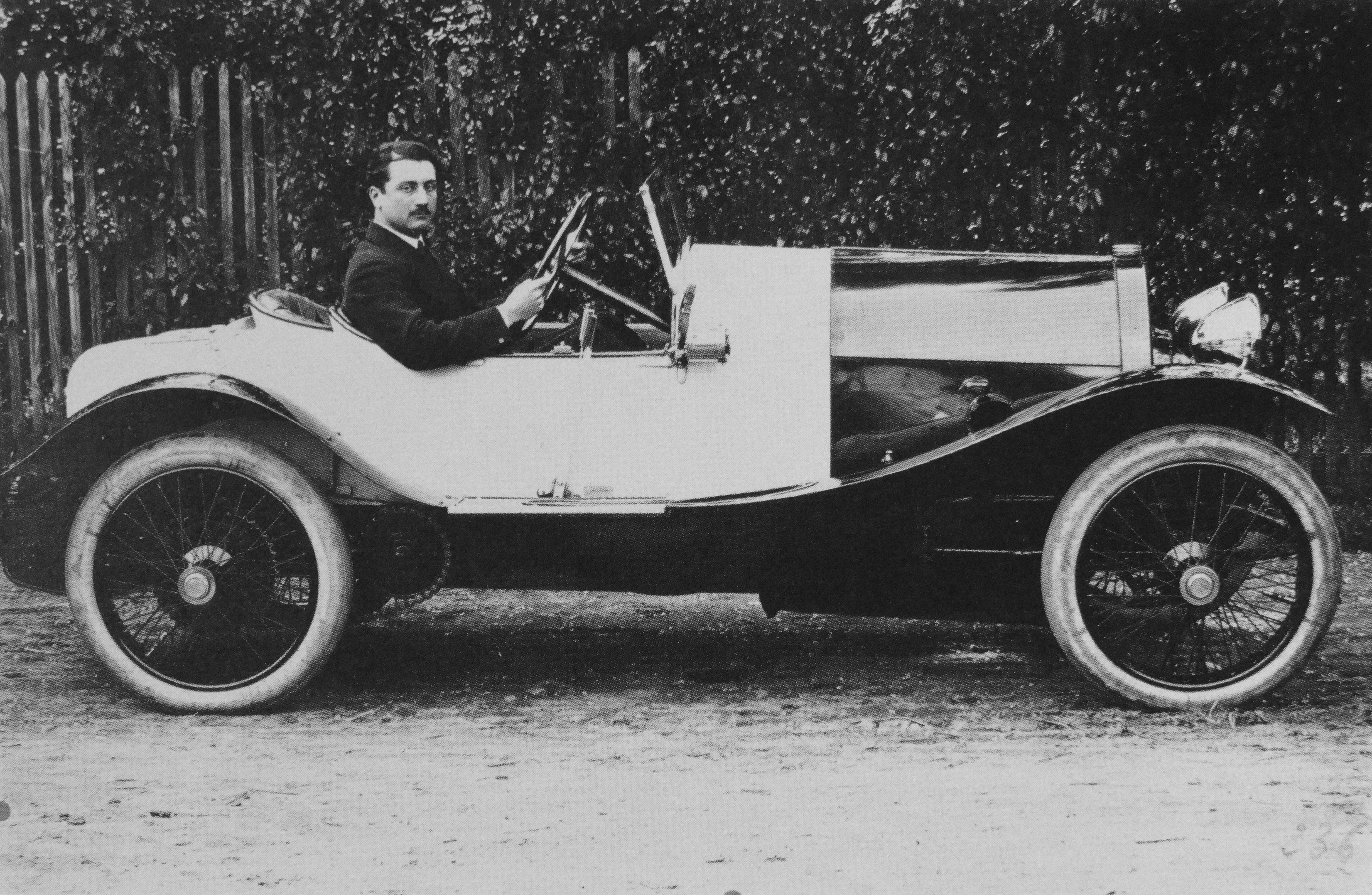
Roland Garros et sa Bugatti Type 18 Labourdette en 1912

Concepteur et fabriquant pionnier des premiers moteurs à explosion de l'histoire de l'automobile, et après avoir conçu et fabriqué ses premières Bugatti Type 10 (1907), Bugatti Type 13 et Bugatti Type 15 (1910), il s'inspire de ses moteurs 4 cylindres en ligne Bugatti 5 litres de 100 ch de Bugatti Type 16 et Bugatti Type 18 de 1912 (dont il vend un célèbre exemplaire « Bugatti Roland Garros » carrossé par Jean Henri-Labourdette à son grand ami aviateur Roland Garros, pilote de chasse de l'escadrille des Cigognes, abattu héroïquement en plein vol pendant la guerre, à l'age de 30 ans, en 1918).  

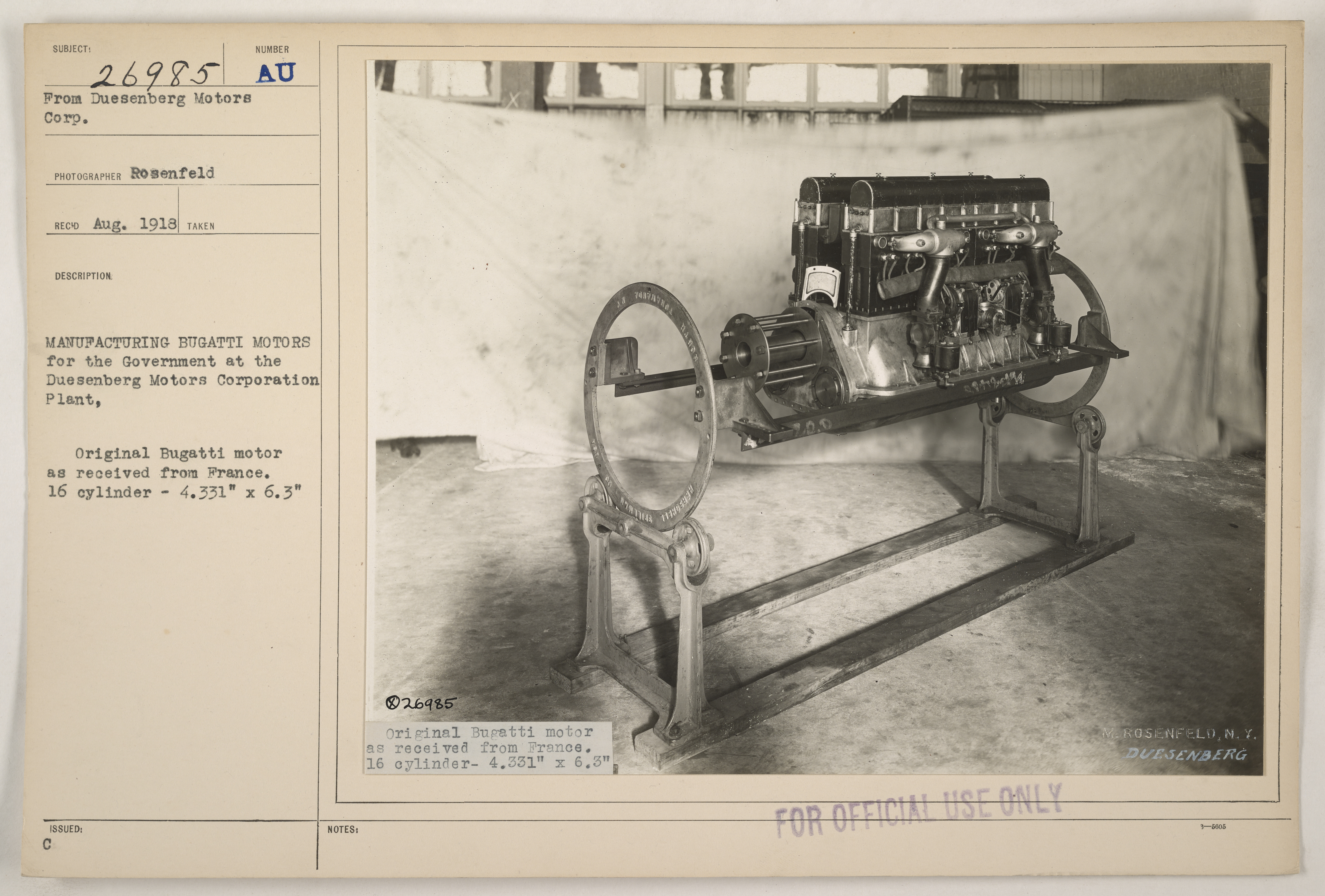
King-Bugatti Duesenberg de l'US Air Force en 1918
Moteur en U
Moteur en H
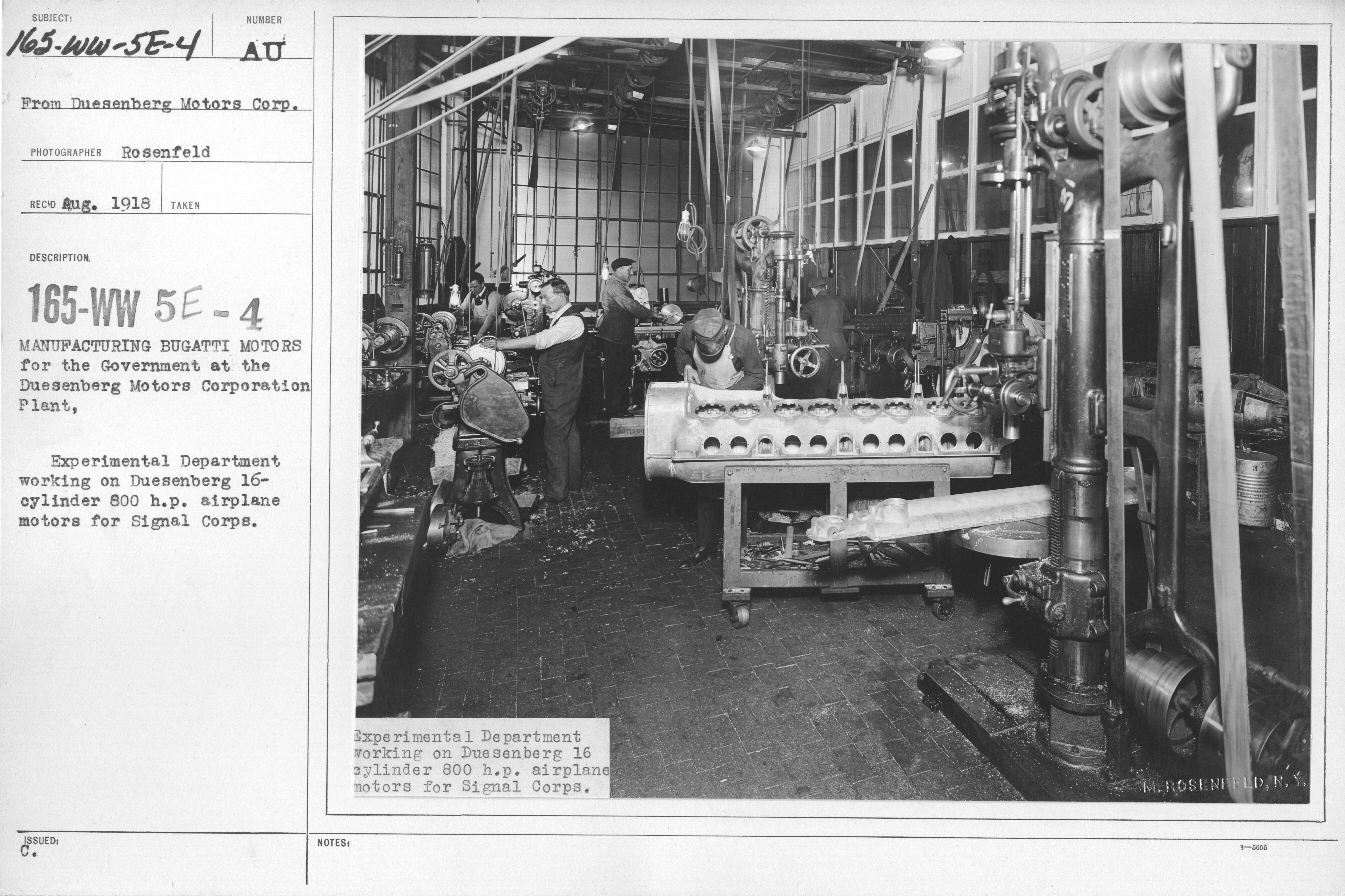
King-Bugatti Duesenberg de l'US Air Force en 1917

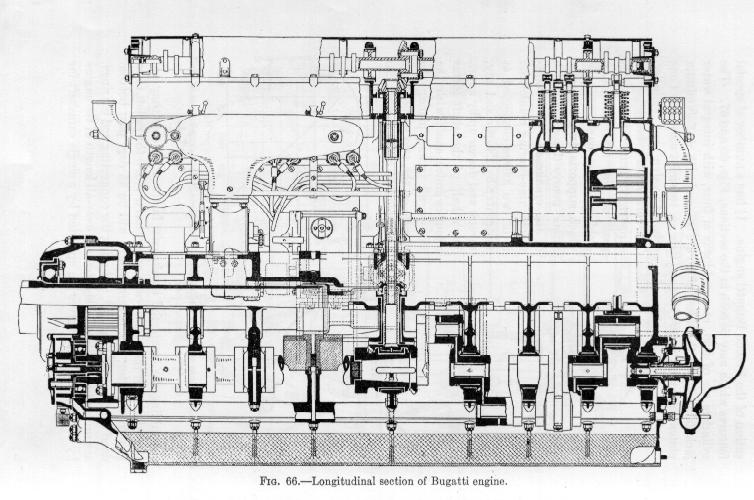
Schéma vu longitudinale

Ce moteur de 16 cylindres de 24,3 litres (double 8 cylindres en ligne à arbre à cames en tête, couplés en U, de 3 soupapes par cylindre) sur carter en aluminium, est refroidi par eau. Les huit cylindres sont eux-mêmes composés de deux blocs de quatre cylindres en ligne de Bugatti Roland Garros, et de vilebrequins à quatre cylindres couplés bout à bout. L'armée de l'air française fait fabriquer ce « Bugatti U-16 » à une quarantaine d’exemplaires par Peugeot pendant la Première Guerre mondiale. 
En 1917 une délégation américaine civile et miliaire Alliés de la Première Guerre mondiale du colonel américain Raynal Bolling (un des fondateurs de l'US Air Force) et du motoriste Howard Marmon visite l'industrie européenne pour acheter des licences de fabrication de moteurs aéronautiques à produire pour l'United States Army Signal Corps. Ils achètent 100 000 $ à l'armée de l'air française et à Bugatti une licence de fabrication de Bugatti U-16, pour le faire fabriquer entre 2 000 et 10 000 exemplaires par le constructeur américain Duesenberg Motor Corporation sous le nom de King-Bugatti (du nom des améliorations apportées au moteur par le colonel Charles Brady King, chef ingénieur de la division conception moteurs aéronautiques de l'United States Army Signal Corps). Ils ne le fabriquent finalement qu'à 50 exemplaires à cause de la fin du conflit.

Quelques avions français et américains à moteur Bugatti U-16
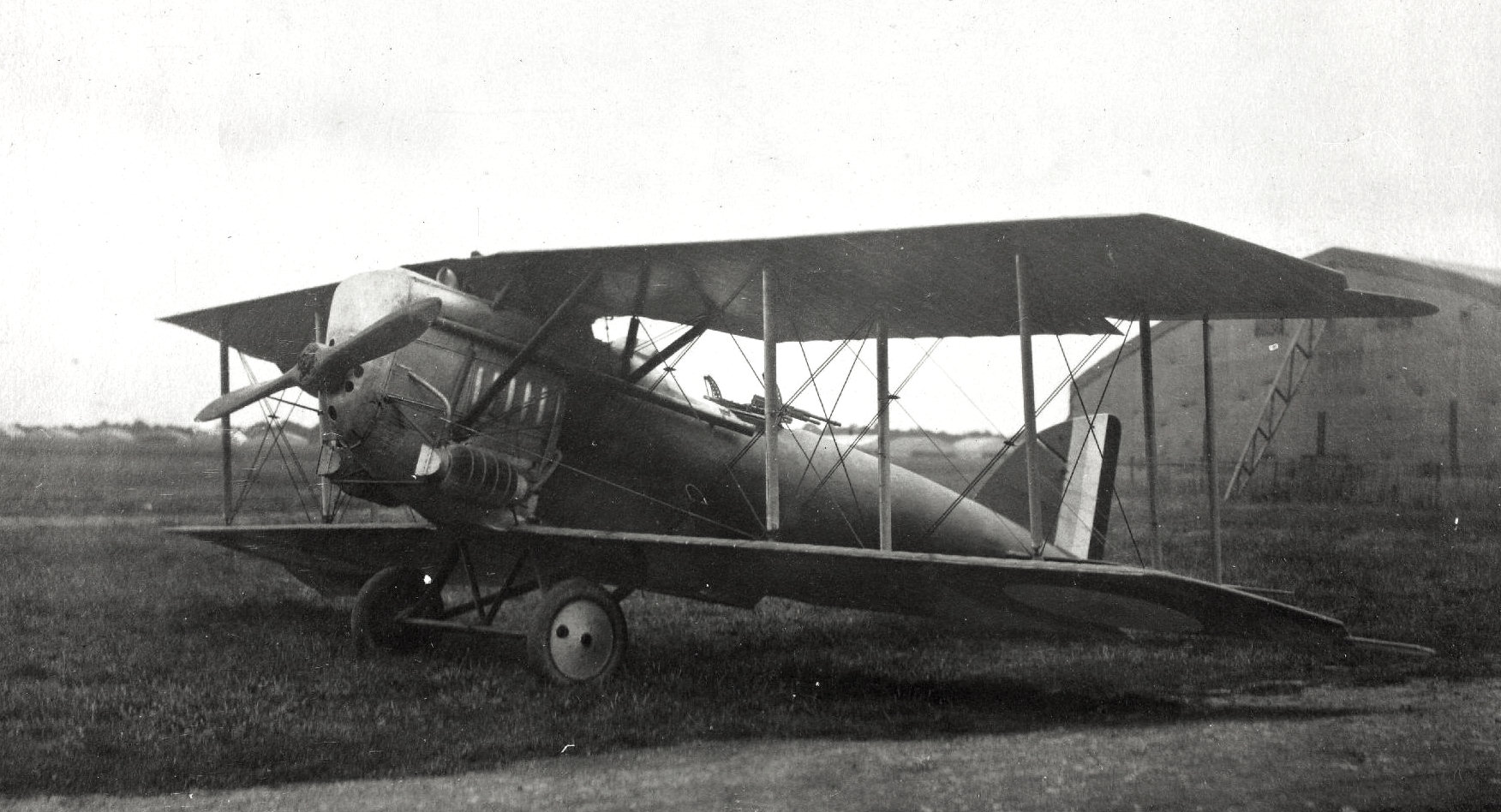
Morane-Saulnier AN (1918)
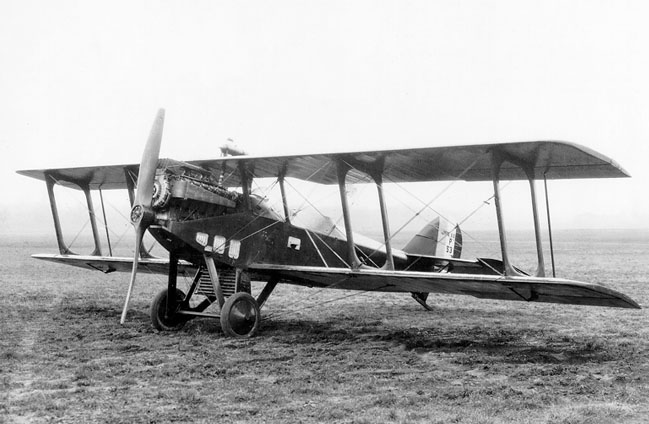
Packard-Lepère LUSAC-11 (1918)
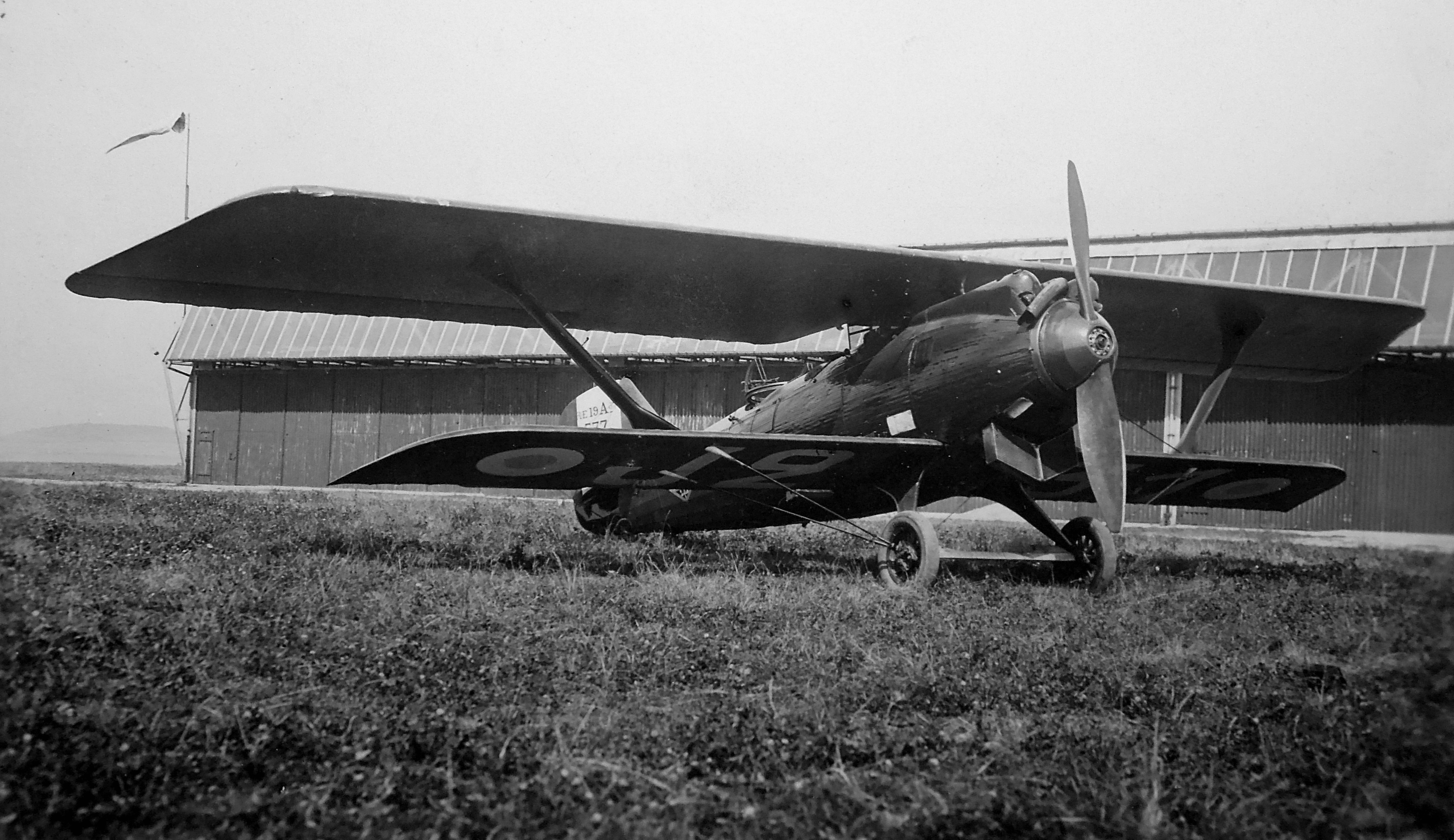
Breguet 19 (1924)
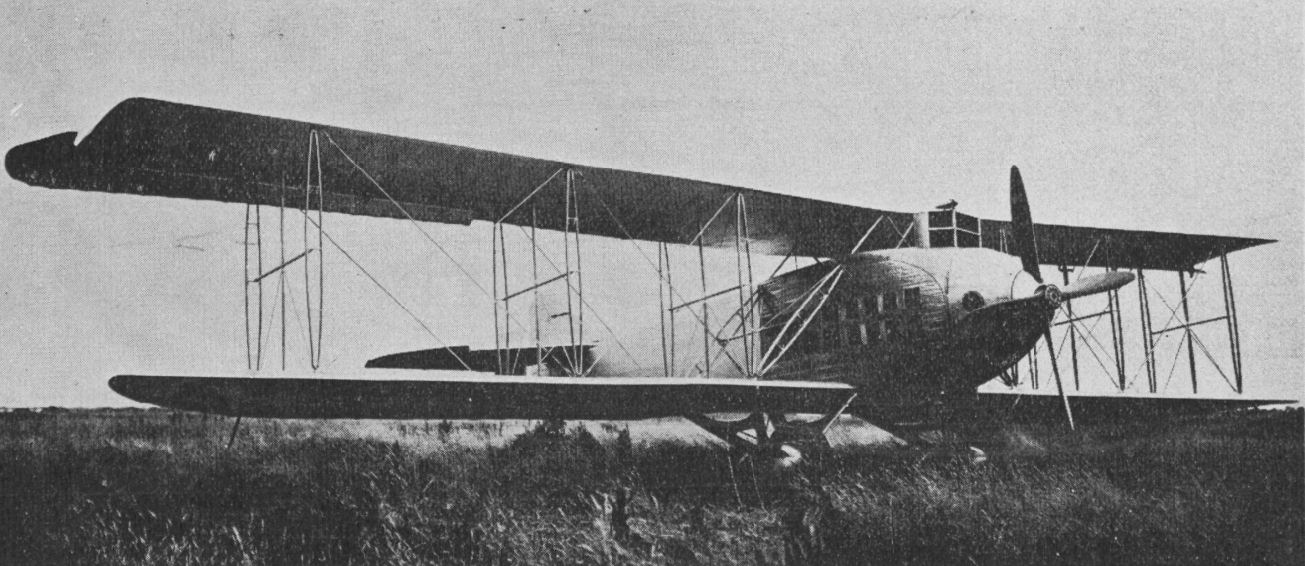
Breguet 20 (1922)

Les moteurs d'avions Breguet-Bugatti U-16 sont fabriqués en France d'entre-deux-guerres sous diverses variantes et évolutions par Bugatti et Breguet Aviation (absorbé par Dassault Aviation en 1971) avec des versions 24 cylindres (Type U-24, de 3 × 8 cylindres), 32 cylindres (H-32, quadrimoteur de 1 000 ch, U-16 couplés par 2 en H, de 4 × 8 cylindres), 48 cylindres (U-16 couplés par 3 en H, de 6 × 8 cylindres)... Ils motorisent entre autres des Morane-Saulnier AN (1918), Packard-Lepère LUSAC-11 (1918), Breguet 19 (1924), Breguet 20 (1922), Breguet 21 (1922), Breguet 22 (1923)...

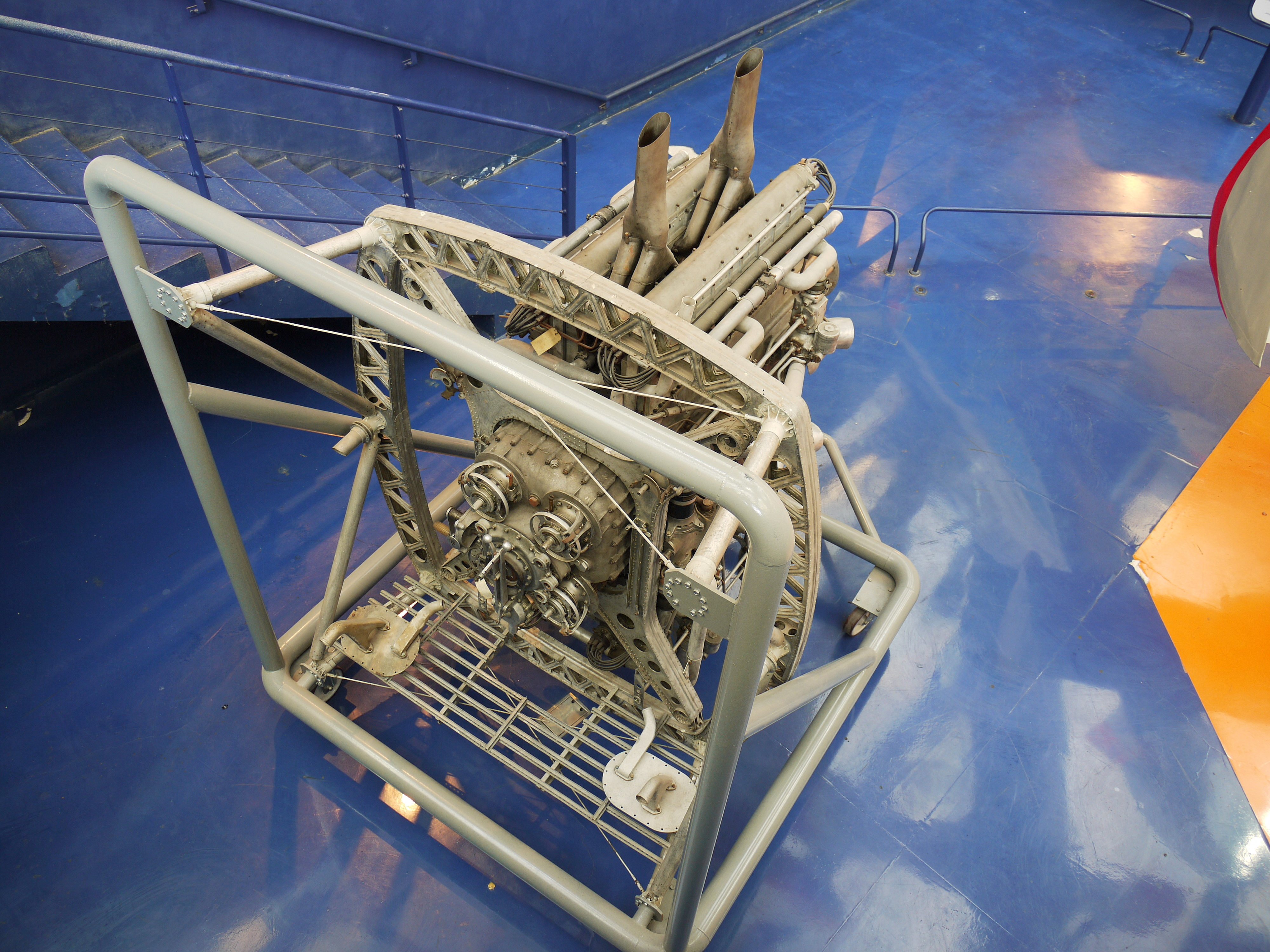
Quadrimoteur d'avion Breguet-Bugatti H-32B de 1000 ch, U-16 couplés par 2 en H, de (musée de l'Air et de l'Espace du Bourget)

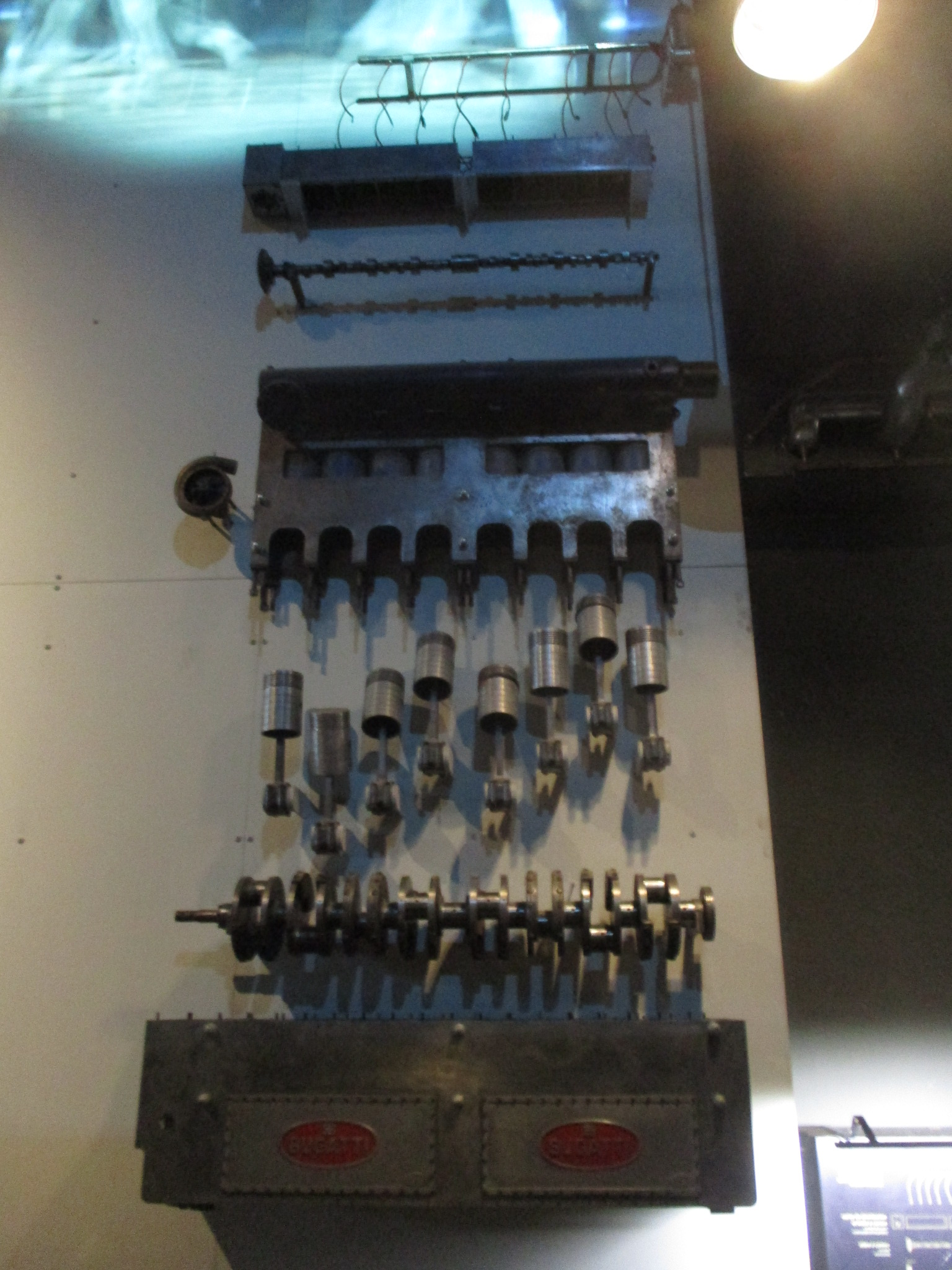
Vue éclatée du moteur 8 cylindres en ligne à arbre à cames en tête de Bugatti Royale de 1926, de 12,7 l de cylindrée, et 300 ch (Cité de l'automobile de Mulhouse)

Ettore Bugatti motorise entre-deux-guerres ses premières voitures de sports emblématiques à moteurs 8 cylindres Bugatti (constitués du même principe de 2 × 4 cylindres en lignes couplés, à arbre à cames en tête et trois soupapes par cylindres) avec sa série de Bugatti Type 28 (1920), Type 30 (1922), Type 32 (1923), et légendaires Bugatti Type 35 (1924, qui remportent plus de 2 000 victoires en compétition, record inégalé à ce jour). Sa légendaire et mythique Bugatti Royale Type 41 de 1926 de plus de trois tonnes est motorisée par un moteur huit cylindres en ligne de 12,7 litres de 300 ch, pour plus de 200 km/h de vitesse de pointe (une des voitures les plus monumentales, exceptionnelles, et rapides de son temps) inspiré et décliné de ce moteur d'avion (voiture à moteur d'avion, déclinés plus tard en moteurs couplés par 4 de 800 ch d’autorail Bugatti à grande vitesse). Bugatti motorise entre 1928 et 1930 quelques prototypes de Bugatti Type 45 et Bugatti Type 47 pour le Grand Prix automobile de France, avec des moteurs 16 cylindres en U à compresseur, mais le krach de 1929 et la Grande Dépression force la marque à abandonner la mise au point complexe de ce projet,,,. 

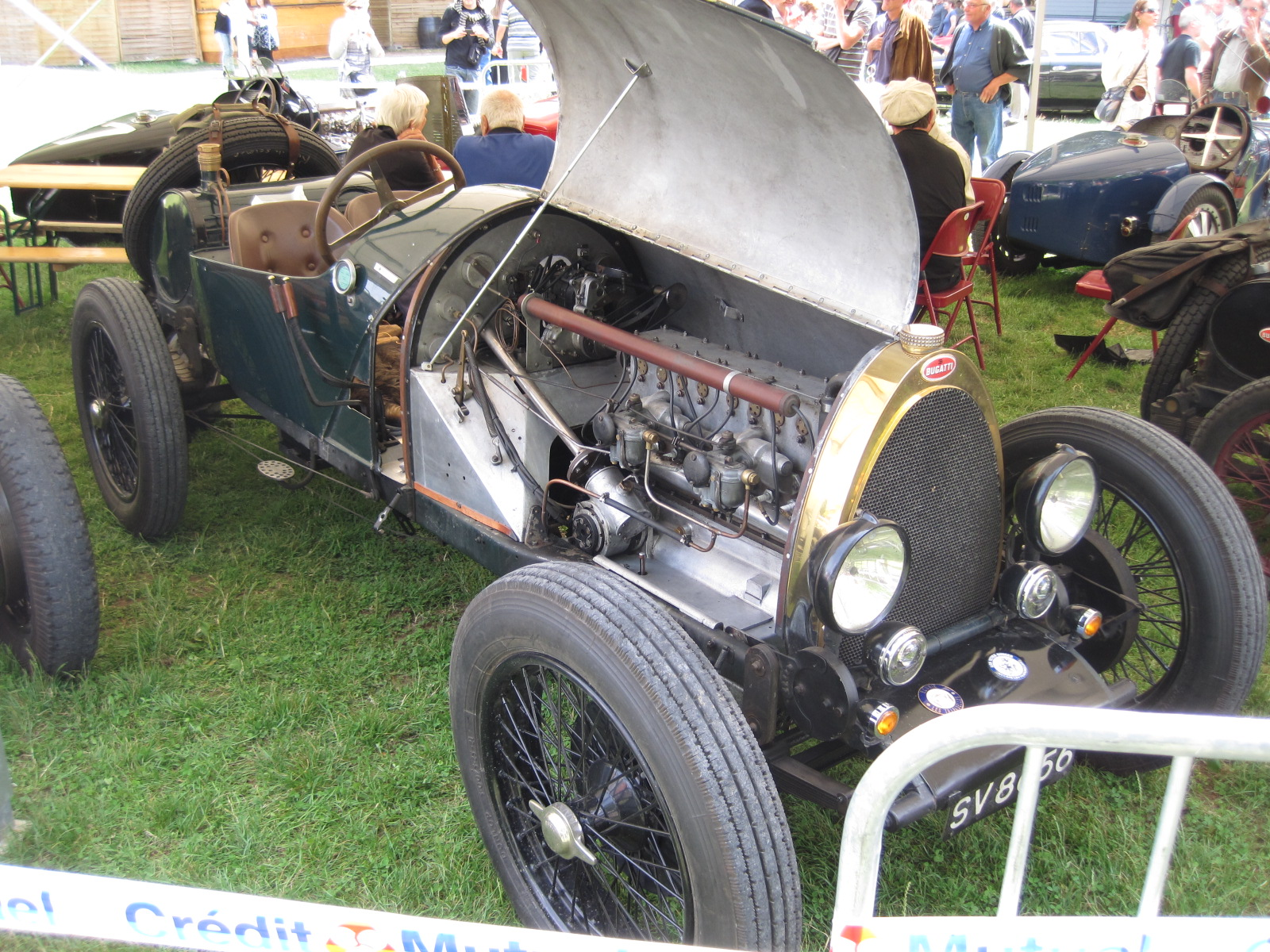
Premiers 8 cylindres en ligne de Bugatti Type 30 de 1920
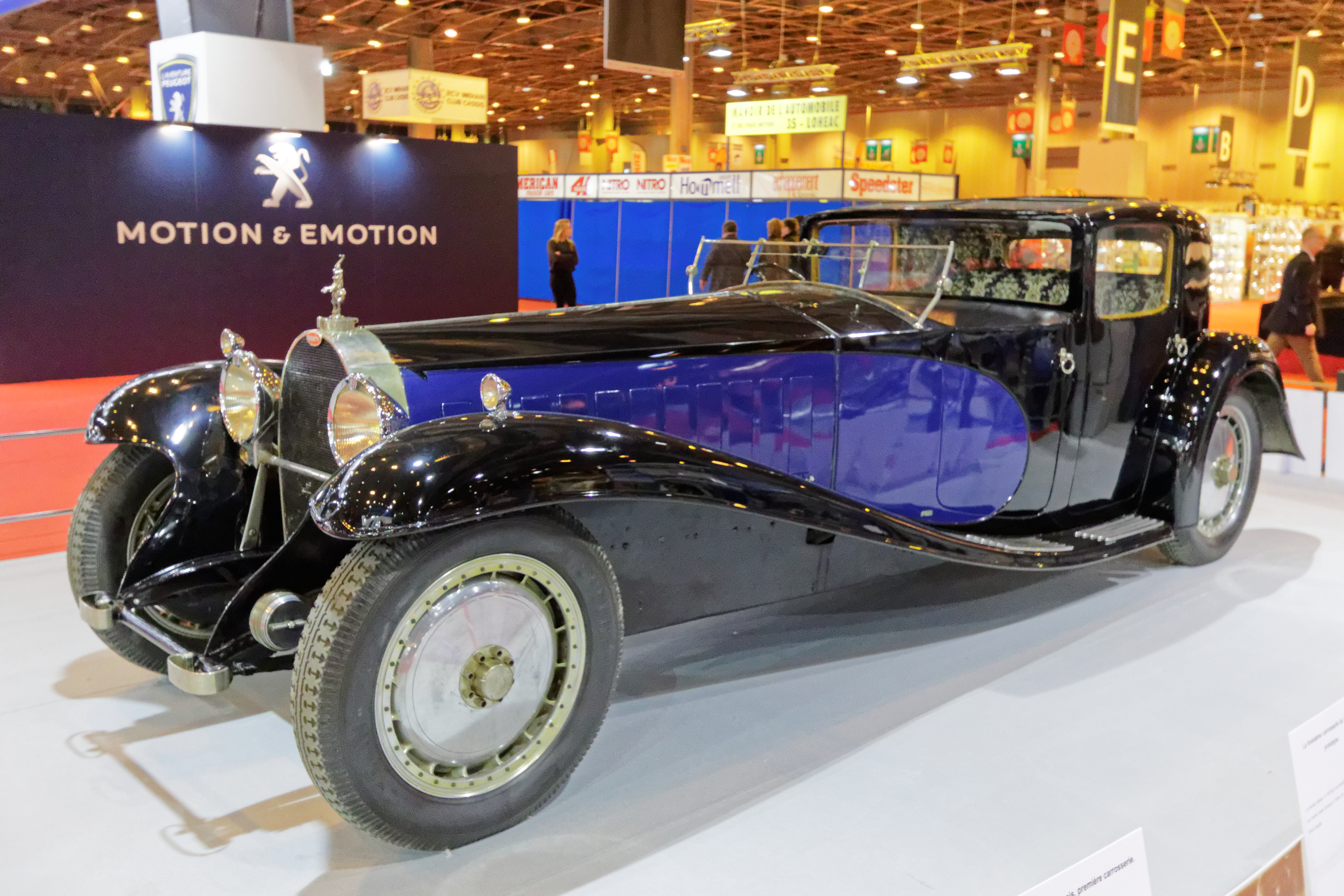
Bugatti Royale Type 41 de 1926, à moteur 8 cylindres en ligne de 12,7 L de 300 ch
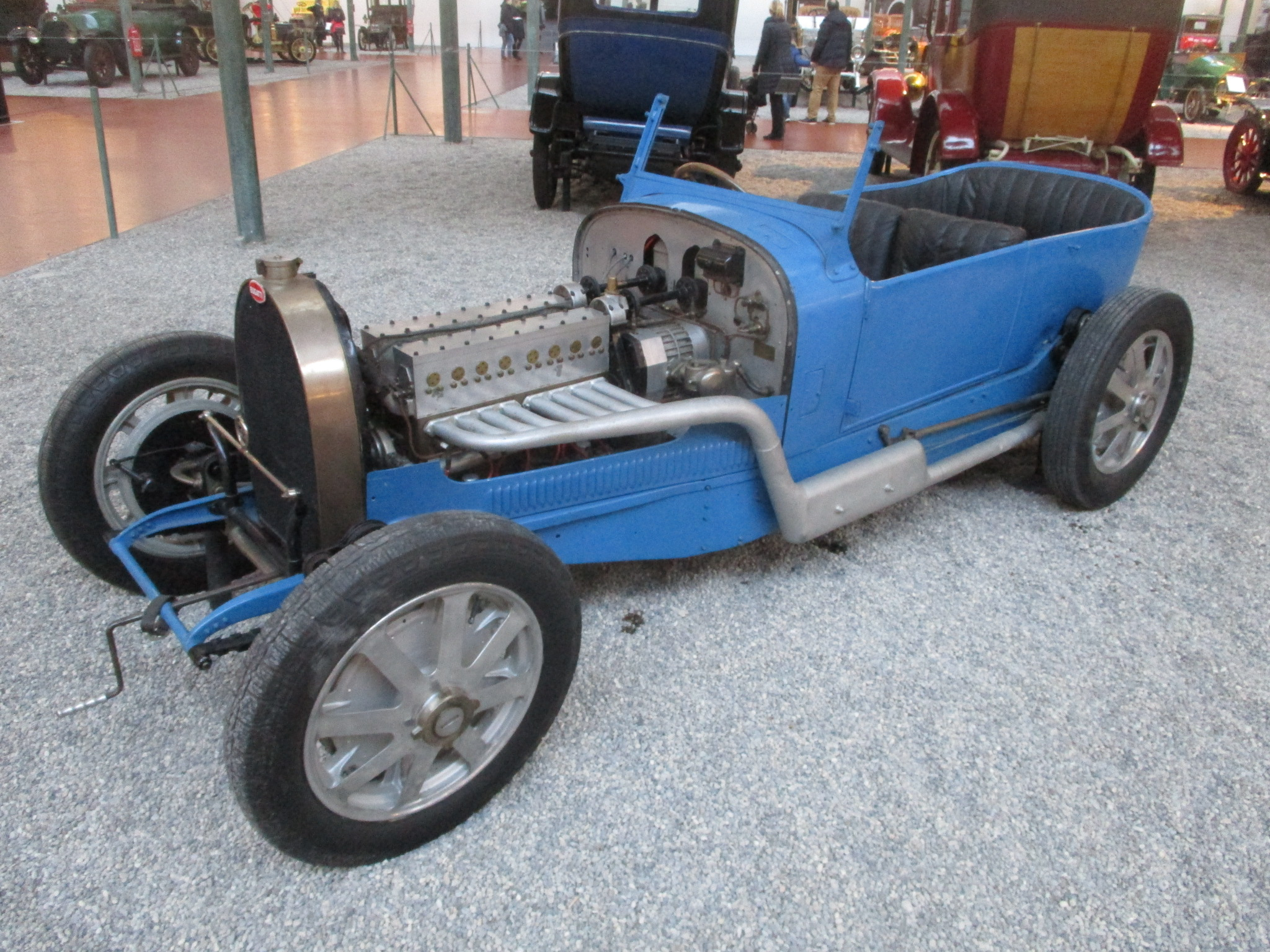
16 cylindres en U de Bugatti Type 47 (1930)
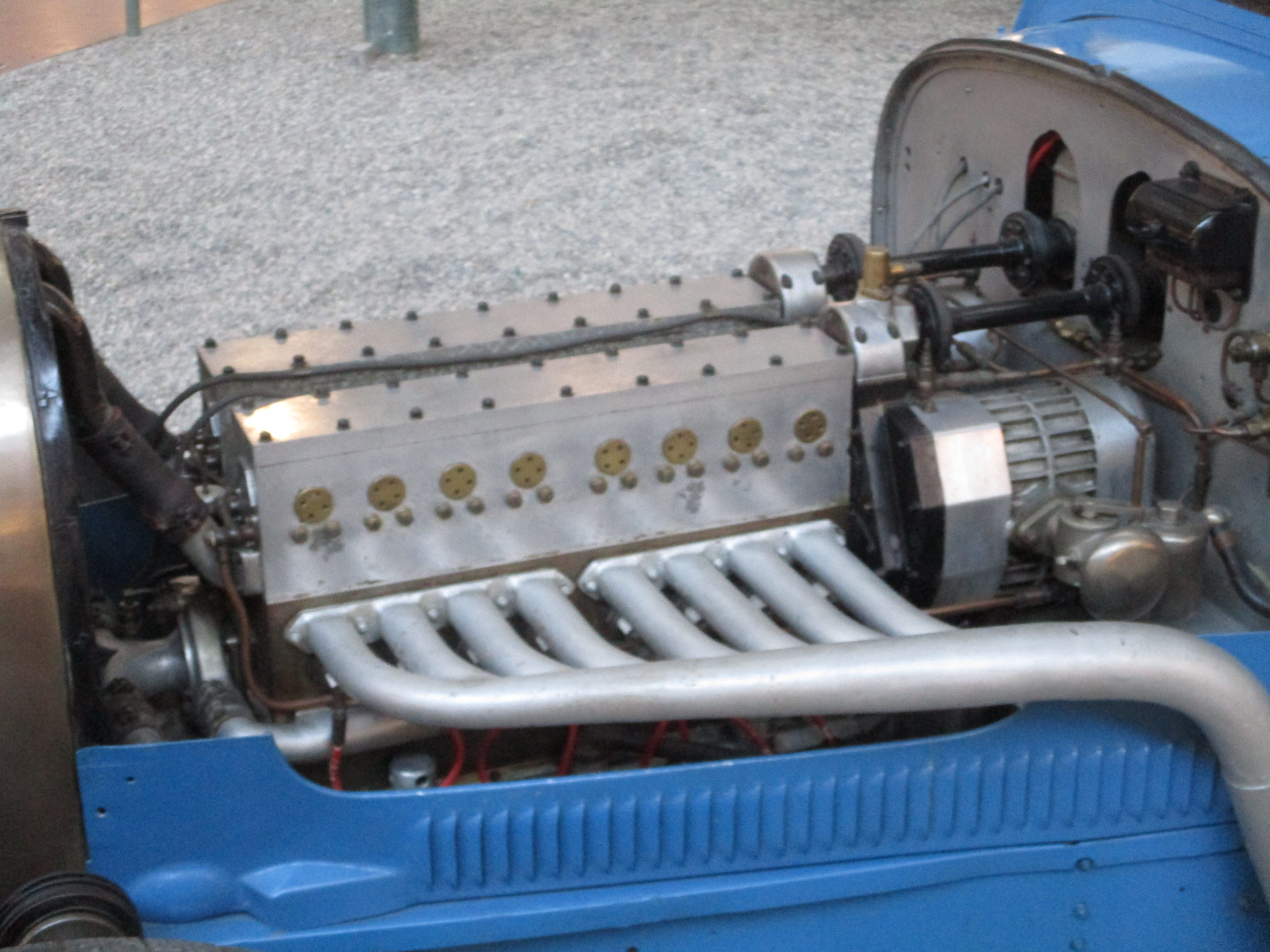
16 cylindres en U de Bugatti Type 47 (1930)

Après que Bugatti ait été vendu après-guerre en 1963 au constructeur aéronautique Hispano-Suiza (actuel Safran Landing Systems) la marque ressuscite 30 ans plus tard, dans les années 1990, avec ses nouveaux moteur W18 cylindres Bugatti de 1991 (de Bugatti EB110, EB118, EB18/3 Chiron, EB218, EB 18/4 Veyron) et moteur 16 cylindres en W de 8 L de 2005 (de Bugatti Veyron 16.4, Chiron, Divo, La Voiture Noire de 1500 ch)...

## Bugatti U-16 et quelques variantes
- Bugatti U-16
- King-Bugatti U-16 (Bugatti-Duesenberg)
- Bugatti-Breguet U-16
- Bugatti-Breguet U-24 (3 × 8 cylindres)
- Bugatti-Breguet H-32 A et B (quadrimoteur de 1 000 ch, U-16 couplés par 2 en H, de 4 × 8 cylindres)
- Bugatti-Breguet U-48 (U-16 couplés par 3 en H, de 6 × 8 cylindres)